# Hettene
Hettene är en kulle i Antarktis. Den ligger i Östantarktis. Norge gör anspråk på området. Toppen på Hettene är 1 024 meter över havet.
Terrängen runt Hettene är platt åt sydväst, men åt nordost är den kuperad. Terrängen runt Hettene sluttar norrut. Trakten är obefolkad. Det finns inga samhällen i närheten.